# إيمرسون أكونا
إيمرسون أكونا (بالإسبانية: Emerson Acuña)‏ هو لاعب كرة قدم كولومبي، ولد في 16 يونيو 1979 في بارانكيا في كولومبيا. لعب مع أتلتيكو جونيور وأونس كالداس.

## وصلات خارجية
- إيمرسون أكونا على موقع قاعدة بيانات كرة القدم.إي يو (الإنجليزية)
- إيمرسون أكونا على موقع Soccerway.com (الإنجليزية)